# Sedanka (eiland)
Sedanka is een onbewoond eiland binnen de Fox-eilandengroep in de oostelijke Aleoeten. Het behoort tot de Amerikaanse staat Alaska. Het eiland maakt deel uit van de Aleutians West Census Area en ligt voor de noordoostkust van Unalaska. Het is 16,6 km lang en heeft een oppervlakte van 103,31 km².